# Thomas Farrell
Ne doit pas être confondu avec Tom Farrell.
Pour les articles homonymes, voir Farrell et Thomas Farrell (sculpteur).
Thomas Farrell (né le 23 mars 1991) est un athlète britannique, spécialiste des courses de fond.

## Biographie
En 2012, lors des Championnats d'Europe de cross-country de Budapest, il se classe quatrième de l'épreuve individuelle et permet à l'équipe britannique d'obtenir la médaille d'argent par équipes, derrière l'Espagne. L'année suivante, il remporte la médaille d'argent du 5 000 m durant les Championnats d'Europe juniors de Tampere, en Finlande, s'inclinant devant le Norvégien Henrik Ingebrigtsen.

### Palmarès
| Date | Compétition                    | Lieu     | Résultat | Épreuve             | Performance    |
| ---- | ------------------------------ | -------- | -------- | ------------------- | -------------- |
| 2012 | Championnats d'Europe de cross | Budapest | 4e       | Course individuelle |                |
| 2012 | Championnats d'Europe de cross | Budapest | 2e       | Par équipes         |                |
| 2013 | Championnats d'Europe espoirs  | Tampere  | 2e       | 5 000 m             | 14 min 19 s 94 |
| 2014 | Jeux du Commonwealth           | Glasgow  | 7e       | 5 000 m             | 13 min 23 s 96 |
| 2014 | Championnats d'Europe          | Zurich   |          | 5 000 m             |                |

### Records
| Épreuve | Performance    | Lieu           | Date            |
| ------- | -------------- | -------------- | --------------- |
| 5 000 m | 13 min 10 s 48 | Heusden-Zolder | 18 juillet 2015 |